# Ankú
L'Ankú (Ankou en francès i Ankoù en bretó) és la personificació de la mort en la Baixa Bretanya i és un personatge emprat molt sovint en la història oral i en els contes bretons. La figura de l'Ankú també aparéix en Gal·les (Anghau) i a Cornualla (Ancow).

## Origen
L'Ankú sembla un llegat de la mitologia celta i la seva funció era la perpetuació del cicle de vida, com el naixement i la mort, les estacions o el cicle dia i nit. Tot i que actualment se li atribueix la dalla, la seva eina tradicional era el « martell beneït » (mell Benniget, en bretó). Tot apunta a la seva proximitat amb el déu gal Sucellos i amb el déu irlandès Dagda, que amb la seva arma, un martell o una maça, matava o donava la vida. La seva funció posteriorment s'ha reduït només a la mera mort.

## Descripció

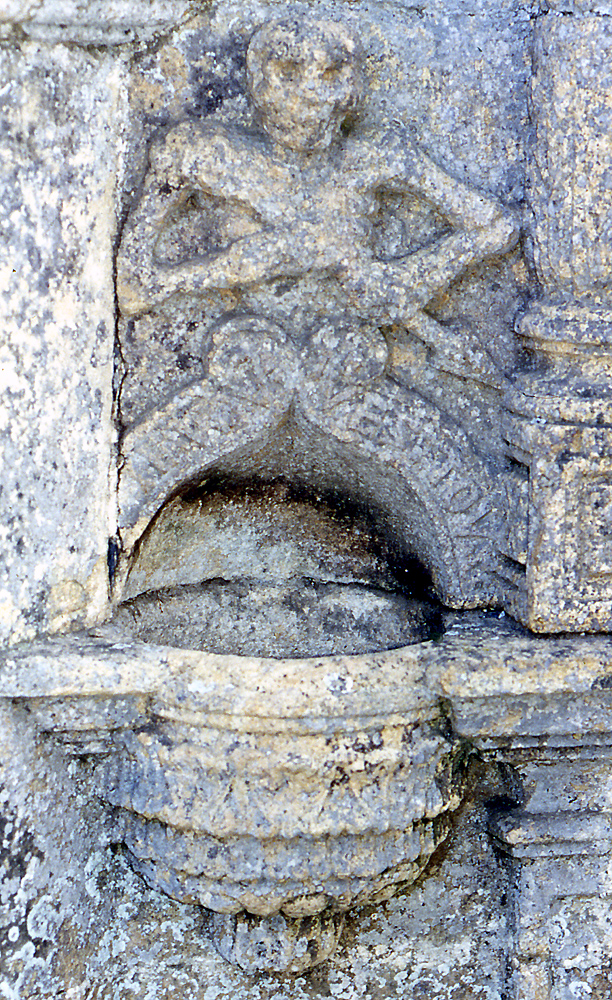
Ankú, en La Roche-Maurice

L'Ankú no és la mort en si, sinó el seu servent. El seu paper és el de recollir en la seva carreta grinyolant (karr an Ankoù, karrigell an Ankoù, o karrik an Ankoù, en bretó) les ànimes dels difunts recents. Com compleix un paper de «barquer de les ànimes» l'Ankú és considerat com una entitat psicopompa. Quan un viu escolta el so de la carreta (wig ha wag!, en bretó), serà ell (o algú del seu entorn segons altres versions) que no trigarà massa a morir. També es diu que tots els qui veuen a l'Ankú moren durant l'any.
L'escriptor bretó Anatole Le Braz descriu així a l'Ankú :
| « | L'Ankú és l'obrer de la mort (oberour ar marv). L'últim mort de l'any de cada parròquia es converteix en l'Ankú d'aquella parròquia per al proper any. Quan un any hi havia més morts que de costum, la gent deia: - War ma fé, eman zo un Ankou drouk. (Per la meva fe, és un Ankú desagradable). | » |

De vegades, es representa a l'Ankú com un home molt alt, molt prim, amb els cabells llargs i blancs, amb la cara ombrejada per un gran barret; de vegades, en forma d'un esquelet embolicat en un sudari, i el cap que gira constantment en la part superior de la columna vertebral, com un penell sobre una vara de ferro, per poder veure d'una ullada tota la regió que ha d'explorar.
| « | En ambdós casos, té una dalla a la mà. Es diferència de les dalles ordinaries en que té la vora tallant cap a fora. Això fa que l'Ankú no recolzi quan sega, al contrari del que fan els segadors que recolzen cap endavant quan seguen el blat. | » |

Així l'Ankú és un ésser que va canviant tots els anys amb l'últim mort de desembre. Gràficament es representa com un aspecte sense edat, cobert per una capa generalment negra (o un mantell). A diferència de les representacions de l'esquelet de la mort, l'Ankú està generalment representat com un ésser de carn, com va ser en vida. No obstant això, les representacions de l'Ankú en algunes esglésies, com la de La Martyre, és representat com un esquelet amb els ulls enfonsats i armats amb una fletxa o una dalla.
Al llarg del litoral de la Baixa Bretanya, el « vaixell de la nit » (le Bag noz, en bretó)) és al món mariner bretó l'équivalent de la carreta de l'Ankú. Paul Sébillot descriu aquesta creença :
| « | A l'Île-de-Sein, el timoner del Bag noz és l'últim que es va ofegar l'any passat. Una dona que va perdre el seu marit a la mar i que no van trobar el seu cos, el va veure al timó del Bag noz quan va passar a prop de l'illa. Aquest vaixell apareix quan ha de passar un desastre per la zona; apareix com una figura borrosa al caure la nit; la seva tripulació crida de forma esgarrifosa, però tan aviat com volem apropar-nos a ella, la visió desapareix. (...) Segons els habitants d'Audierne el vaixell és controlat pel primer mort de l'any. | » |

## L'Ankú en la cultura popular

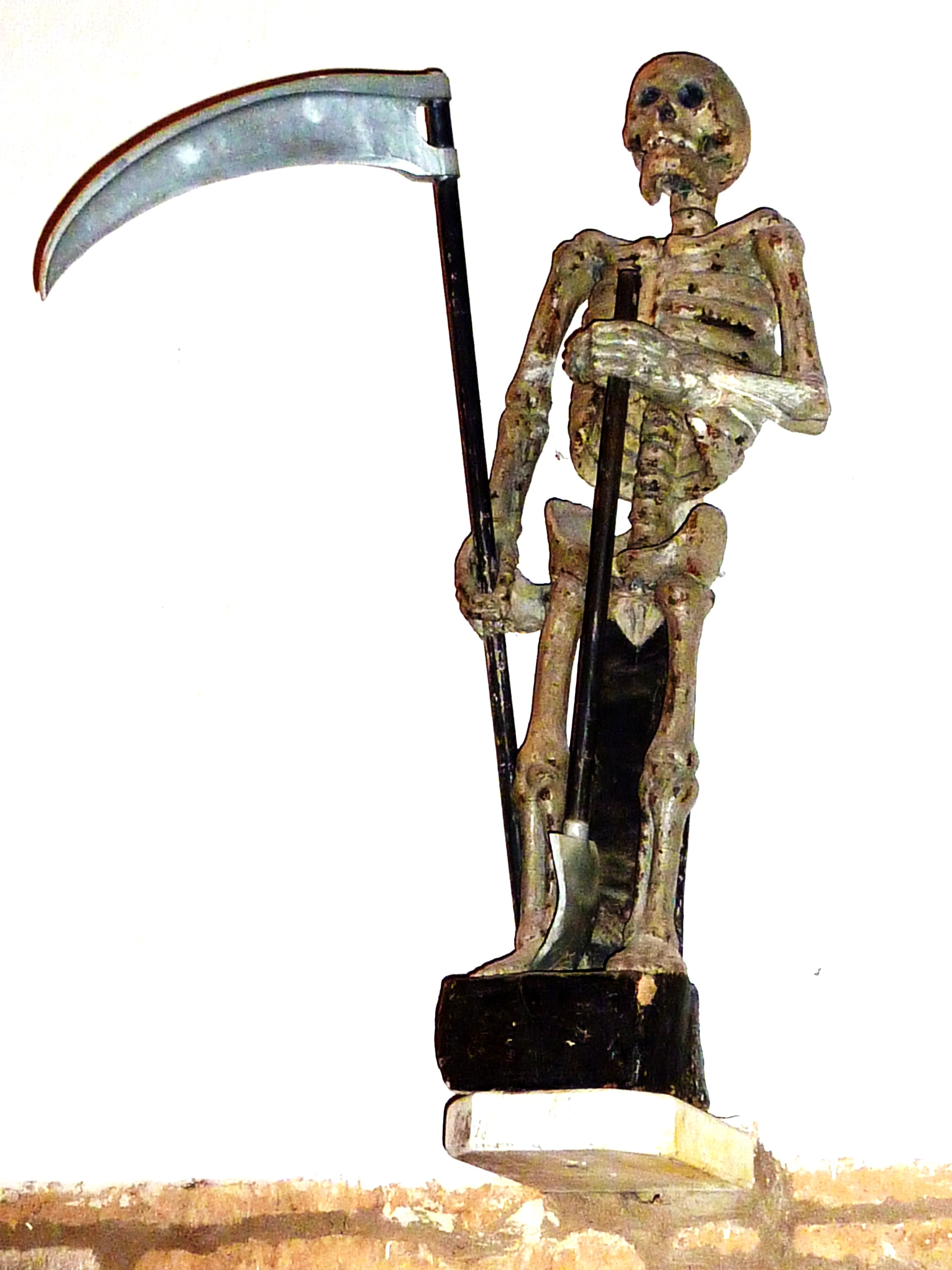
Estàtua de l'Ankú en l'Església parroquial de Saint-Milliau.

- Hi ha dues escultures del segle xvii que el representen. Una al museu de Morlaix i l'altra a Ploumilliau, a Côtes-d'Armor.
- Apareix freqüentment en contes i llegendes de la Bretanya (La Légende de la mort, d'Anatole Le Braz, per exemple).
- Un còmic d'Espirú i Fantàstic amb el títol L'Ankú. Dibuixat el 1978 per Fournier, és l'únic còmic dibuixat per ell que va ser traduït i editat al bretó amb el títol An Ankou. La traducció és de Loeiz Moulleg.
- L'Ankú apareix en un altre còmic, Bran Ruz, durant una fest-noz en el que dos cantants fan un kan ha diskan per explicar la llegenda de la ciutat d'Ys.
- En l'episodi 10 de la tercera sessió de Kaamelott (L'Ankou), apareix amable i jovial, i que busca l'ajuda dels vius per portar els morts.
- La pel·lícula La Charrette fantôme (La carreta fantasma) (1939) de Julien Duvivier és una il·lustració novelada de l'Ankú.
- Un espectacle anomenat An Ankou representa aquest personatge en un univers bastant ombrívol i misteriós.
- L'editorial de còmics Soleil Productions, en la série Les Contes de l'Ankou.
- L'Ankou Rennes és el nom de l'equip de futbol americà de Rennes, que existeix des del 2003.
- La saga de Final Fantasy apareix el nom de l'Anku tres vegades, en els episodis viii, ix, xii.
- Hi ha diverses cançons en què el personatge principal es l'Ankú:
  - Una canço del grup bretó Tri Yann (Hanter dro macabre).
  - L'Ankou Marin (Michel Tonnerre – CD: Ti-Beudeff).
  - L'ankou des marins (Dan Grall – CD: Chansons Marines).
  - Rendez-vous avec l'Ankou (Kalffa – CD: La Déferlante).
- Una novel·la de Claude Seignolle « Les chevaux de la nuit » en la col·lecció Récits Cruels fa intervenir l'Ankú amb el nom d'Hervé Lenn « mort des de desembre ».
- Apareix una vegada en el llibre La douane volante.
- Es fa menció de l'Ankú en la canço « Le curé et les loups » del grup Manau en el seu àlbum Panique celtique II Le village.
- Hubert-Félix Thiéfaine l'invoca a « Psychopompes, métempsychose et sportswear », cançó de l'album La Tentation du bonheur (1996).
- « L'Ankou a tout faux » novel·la policiaca de Yannick Gloaguen, de l'editorial Yoran Embanner -Fouesnant (octubre 2012)
- Apareix en l'espectacle d'«Omar et Fred, le spectacle» dels còmics Omar et Fred (2006).

## L'Ankú i la nit de Nadal
Els bretons diuen a la nit de Nadal «la nit de les Meravelles». En aquesta nit, durant la missa de mitjanit, l'Ankú té la costum de fregar la seva capa a tots aquells que moriràn durant l'any següent.